# Pia Christmas-Møller
Pia Christmas-Møller (Kjellerup, 21 de enero de 1961) es una política danesa, miembro del Partido Popular Conservador, diputada en el Folketinget (Parlamento danés) desde 1987. Fue líder de la organización desde 1998 a 1999. Es portavoz de su formación desde 2001 y de política exterior desde 2005.